# Плав'я (Мукачівський район)
Пла́в'я — село в Україні, у Свалявській громаді Мукачівського району Закарпатської області. Населення становить 845 осіб.

## Історія
За легендою, село було засноване у XVI столітті опришками, яких звали Русин і Янович, а назва нібито пішла від убитого тут опришка Плав'яньоша. За іншим переказом, назва походить від заплав, що утворювалися після дощів у вузькій залісненій долині.
У 1692 р. згадують церковну ділянку, виділену поміщиками, а в 1733 році йдеться про дерев'яну церкву. Кажуть, що першу церкву жителі нижнього кінця хотіли збудувати в себе на Чоканьовиці, але вишняни обрали місце на Поляні. Кілька разів уночі вишняни переносили колоди на своє місце, нижняни – на своє, аж поки обидві сторони не зустрілися посеред села. Там і збудували церкву.
Стара дерев’яна церква святого Миколая стояла в селі з початку XVIII століття й до 1965 року, коли її розібрали з ініціативи тодішньої комуністичної влади. Частина дерева пішла одній родині на хату, а рештою опалювали школу в Дусині. На місці, де була цінна архітектурна пам'ятка, встановлено хрест. Ще зеленіє старезний дуб, що ріс перед церквою.

## Дуб Марії-Терезії
У селі розташована ботанічна пам'ятка природи — іменне вікове дерево Дуб звичайний або дуб Марії-Терезії (600 років). Якби не дуб, то про Плав'є не знав би Відень чи Прага. Саме у архівах цих міст згадується це 600-столітнє дерево. Свого часу сюди, до дуба-велета, водили учнів на екскурсію. А ще кажуть, що саме звідси й починалося це колоритне село.

## Населення
Згідно з переписом УРСР 1989 року чисельність наявного населення села становила 846 осіб, з яких 419 чоловіків та 427 жінок.
За переписом населення України 2001 року в селі мешкали 842 особи.

### Мова
Розподіл населення за рідною мовою за даними перепису 2001 року:
| Мова       | Відсоток |
| ---------- | -------- |
| українська | 98,34 %  |
| російська  | 1,66 %   |

## Туристичні місця
- іменне вікове дерево Дуб звичайний або дуб Плавяньоша (600 років)
- храм  XVIII століття 